# Autobuzele din Bacău

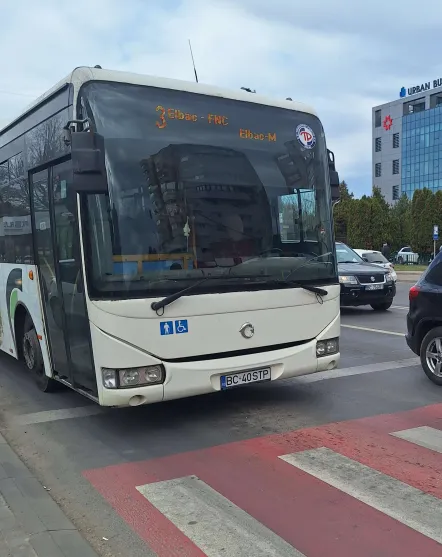
Un autobuz Irisbus Crossway pe linia 3

Autobuzele din Bacău asigură transportul în comun în municipiul Bacău. Compania care se ocupă de sistemul de transport public cu autobuze este S.C. Transport Public S.A.. Aceasta oferă 14 linii.

## Istoric

### 1867
În anul 1867 principalul mijloc de transport în comun din Bacău erau birjele. Acestea asigurau transportul pînă în cartierele mai îndepărtate: „Gherăiești”, „Podul de Fer” (Șerbănești), „C.F.R.”, sau în cătunul „Domnița Maria” (azi Orizont). Cea mai circulată arteră devenise Centru (azi zona Bibliotecii Centrale) pînă la Gară. Birjele au fost menținute exact un secol.

### 1930
În anul 1930 existau numai 2 linii de autobuz. Linia 1 (Gară – Podul de fier) și linia 2 (Parcul municipal Bistrița de la Gherăești - Fabrica Letea), concesionarul putea utiliza minimum 4 autobuze, două pe fiecare linie. Prevederile din regulament stipulau obligația de a elibera, la cerere, abonamente cu reducere de minim 20% pentru elevi și muncitori, vestimentația obligatorie a șoferilor (uniformă, șapcă, număr de ordine), starea de întreținere a mijloacelor de transport („stare de curățenie perfectă”, curse „bine încălzite” în sezonul rece).  

### 1960

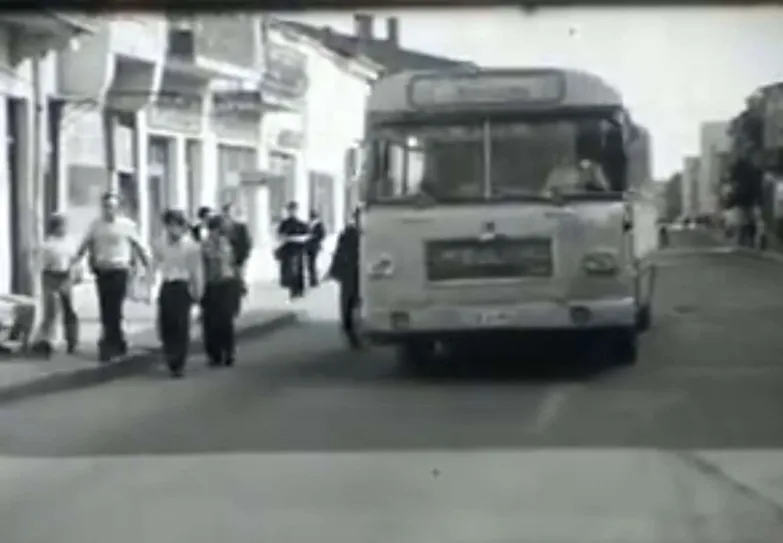
Un autobuz la Pasajul Revoluției (Fosta stradă Dr. Aroneanu în anii 60)

În 1960 apar autobuzele sovietice. Ele circulau din Centru până la Gară. N-au avut viață prea lungă, fiind înlocuite în anii ’70, de autobuzele TV.2 cu 38 de locuri. Creșterea populației municipiului Bacău ridicîndu-se chiar la 230.000 de persoane a însemnat o nouă strategie în dezvoltarea transportului în comun.

### După 1989

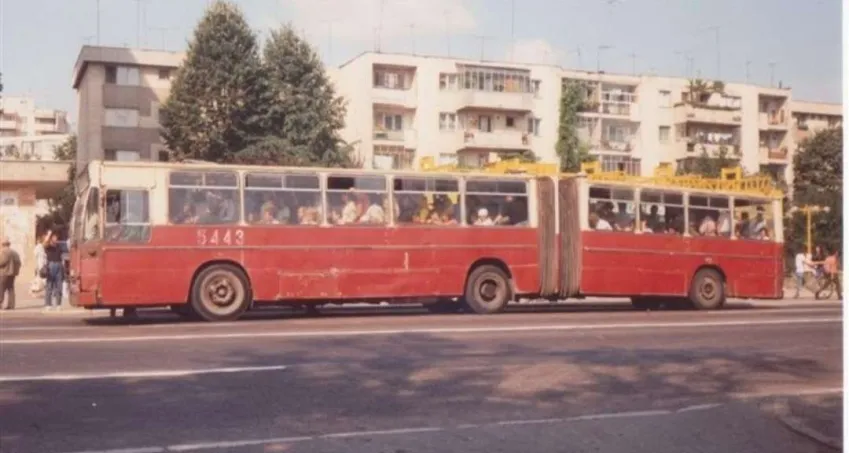
Un autobuz DAC 117UD cu numărul de inventar 5443 în anul 1994 [https://www.inimabacaului.ro/2009/05/in-urma-cu-15-ani-la-tic-tac-in-bacau.html

După 1989, în Bacău reapar, după jumătate de secol, autobuzele private. Modernizarea parcului de autobuze de stat și particular a însemnat, un transport civilizat al cetățenilor. 

### 2025
- Pe data de 5 martie 2025 , stația de autobuz de la Parcul Trandafirilor a fost relocată în proximitatea Bisericii Sf. Nicolae. Această măsură are ca scop îmbunătățirea circulației rutiere în zonă. 
- Pe 14 martie 2025 Primăria Bacău a achiziționat pachetul majoritar de acțiuni al societății S.C. Transport Public S.A..
- Au fost introduse microbuzele electrice Iveco Daily Feniksbus. Acestea circulă pe liniile 4,5 și 6.

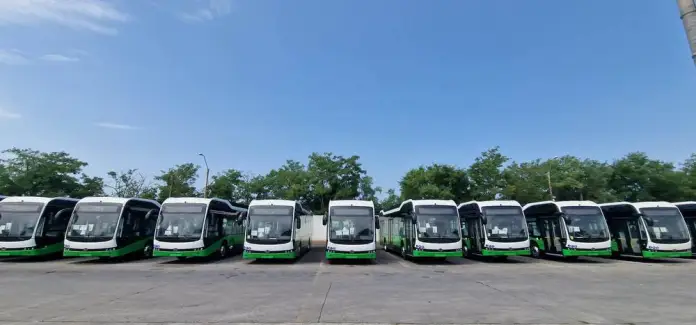
Noile autobuze electrice BYD în parcul auto [https://www.desteptarea.ro/bacaul-face-un-pas-spre-viitor-primele-autobuze-electrice-au-sosit-in-oras

- În luna iulie 2025 au fost aduse autobuzele electrice BYD în Bacău.  

## Vehicule
- Un autobuz Iveco Crossway LE 12M pe linia 22JIveco Crossway

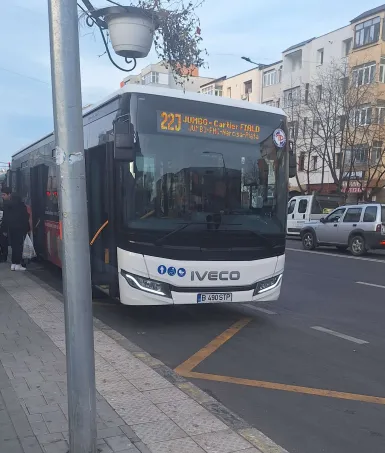
Un autobuz Iveco Crossway LE 12M pe linia 22J

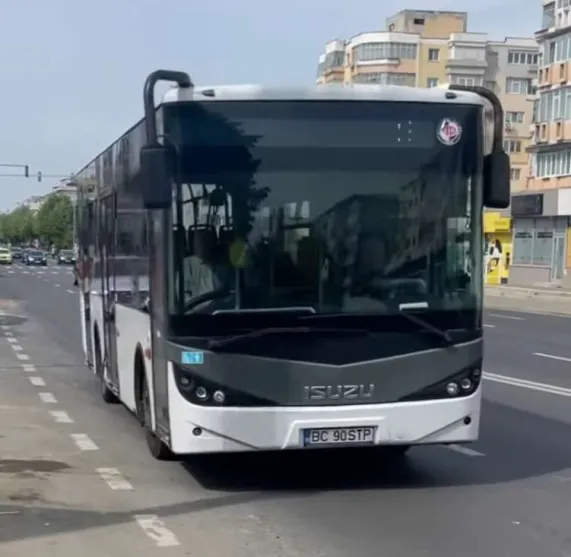
Un autobuz Anadolu Isuzu Citibus pe linia 18

- Un autobuz Anadolu Isuzu Citibus pe linia 18Isuzu Citibus

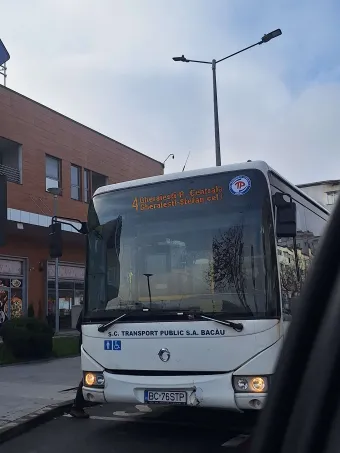
Un autobuz Irisbus Crossway LE 12M pe linia 4

- Un autobuz Irisbus Crossway LE 12M pe linia 4Irisbus Crossway

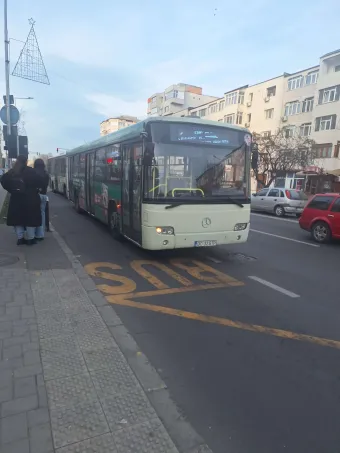
Un autobuz Mercedes Benz O345 Conecto pe linia 3

- Un autobuz Mercedes Benz O345 Conecto pe linia 3Mercedes Benz Conecto

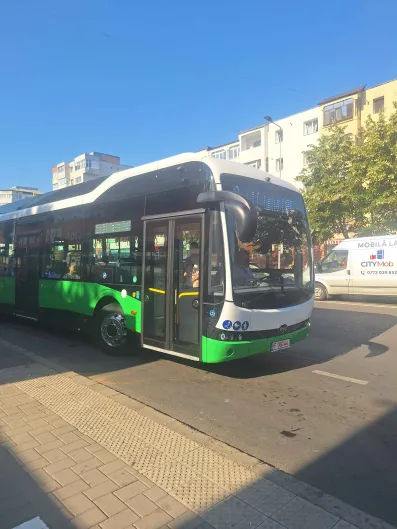
Un autobuz BYD K9UD pe linia 22

- Un autobuz BYD K9UD pe linia 22BYD K9UD

## Trasee

### Trasee actuale
Linia 3 - FNC - Mioriței - C.F.R. - Elbac
Linia 4 - Cora - Agricola Internațional - Popas Gherăiești
Linia 5 - Cora - Complex Șerbănești - Stațiunea Pomicolă
Linia 6 - Pobac (Baia Publică) - Complex Șerbănești - Capul Dealului (Holt)
Linia 14 - FNC - Subex - Cora - Mioriței - Gară
Linia 17 - FNC - Mioriței - Gară - Mioriței - Autogară - Piața Centrală - FNC
Linia 17B - Auchan - Mioriței - Gară - Mioriței - Autogară - Piața Centrală - Auchan
Linia 18 - FNC - Energiei - Gară
Linia 18B - Auchan - Energiei - Gară
Linia 18J - Jumbo - Energiei - Gară
Linia 22 - FNC - Aprodu Purice - Cartier Fiald
Linia 22B - Auchan - Aprodu Purice - Cartier Fiald
Linia 22S - FNC - Selgros - Aprodu Purice - Cartier Fiald - Aprodu Purice - FNC
Linia 22J - Jumbo - Aprodu Purice - Cartier Fiald
(Ca urmare a proiectului de modernizare a transportului public din Bacău, traseele vor fi modificate curând.)
Biletele de autobuz pot fi achiziționate de la casele de bilete și online prin aplicația 24pay. Un bilet costă 3 lei.
Stații în care există casă de bilete:

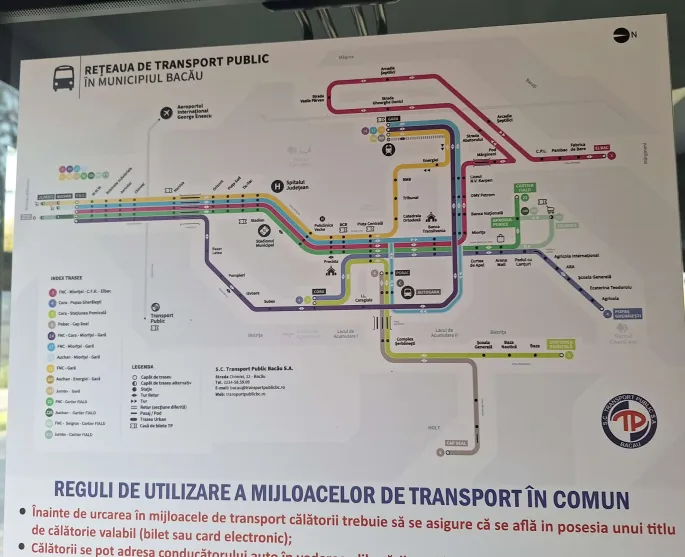
Rețeaua de transport public în municipiul Bacău

- Narcisa
- Tic-Tac
- BCR
- Piața Centrală
- Gară

### Trasee scoase
Linia 1 - FNC - Energiei - Elbac
Linia 3B - FNC - Mioriței - Gară - Mioriței - Autogară - FNC
Linia 32 - Pobac (Baia Publică) - Letea Veche
Linia 33 - Pobac (Baia Publică) - Holt
Linia 154 - Gară - Stadion Bălcescu (DN2)
Linia C - Autogară - Cleja - Somușca